# Борка Майсторович
Борка Майсторович (нар. 5 червня 1983) — колишня сербська тенісистка.
Найвищу одиночну позицію світового рейтингу — 424 місце досягла 17 лютого 2003, парну — 423 місце — 29 вересня 2003 року.

## Фінали ITF

### Парний розряд: 3 (0–3)
| Результат | Ранг | Дата            | Турнір                              | Покриття | Партнерка         | Суперниці                          | Рахунок       |
| --------- | ---- | --------------- | ----------------------------------- | -------- | ----------------- | ---------------------------------- | ------------- |
| Поразка   | 1.   | 26 січня 2003   | Кінгстон-апон-Галл, Велика Британія | Тверде   | Елке Клейстерс    | Ірина Буликіна Галина Воскобоєва   | 6–4, 6–7, 3–6 |
| Поразка   | 2.   | 23 березня 2003 | Каїр, Єгипет                        | Ґрунт    | Фредеріка Пієдаде | Даніела Берчек Владіміра Угліржова | W\O           |
| Поразка   | 3.   | 2 травня 2004   | Мостар, Боснія і Герцеговина        | Ґрунт    | Ніка Ожегович     | Еві Домінікович Надя Павич         | 4–6, 1–6      |